# Canan Güllü
Canan Güllü est une militante turque des droits des femmes, présidente de la Fédération des associations de femmes de Turquie. Elle gère 186 associations et 52 500 membres. Canan milite pour l'égalité des sexes, s'efforçant de promouvoir la participation des femmes à la gouvernance, au marché du travail et à l'éducation. Elle reçoit, le 8 mars 2021, le prix international de la femme de courage.

## Biographie
Canan Güllü est une militante et une organisatrice depuis les années 1980, lorsqu'elle a commencé à travailler avec sa mère à l'âge de neuf ans.
Elle devient la présidente de la Fédération des associations de femmes de Turquie. Les organisations affiliées à cette organisation comptent 186 branches et 52 500 membres. L'organisation est créée en 1976 avec cinq organisations à l'origine. L'organisation gère une ligne d'assistance depuis 2007.